# Oceánská kůra

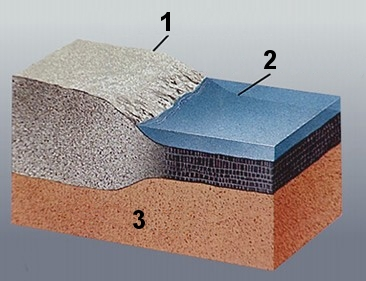
1) kontinentální kůra. 2) oceánská kůra. 3) astenosféra

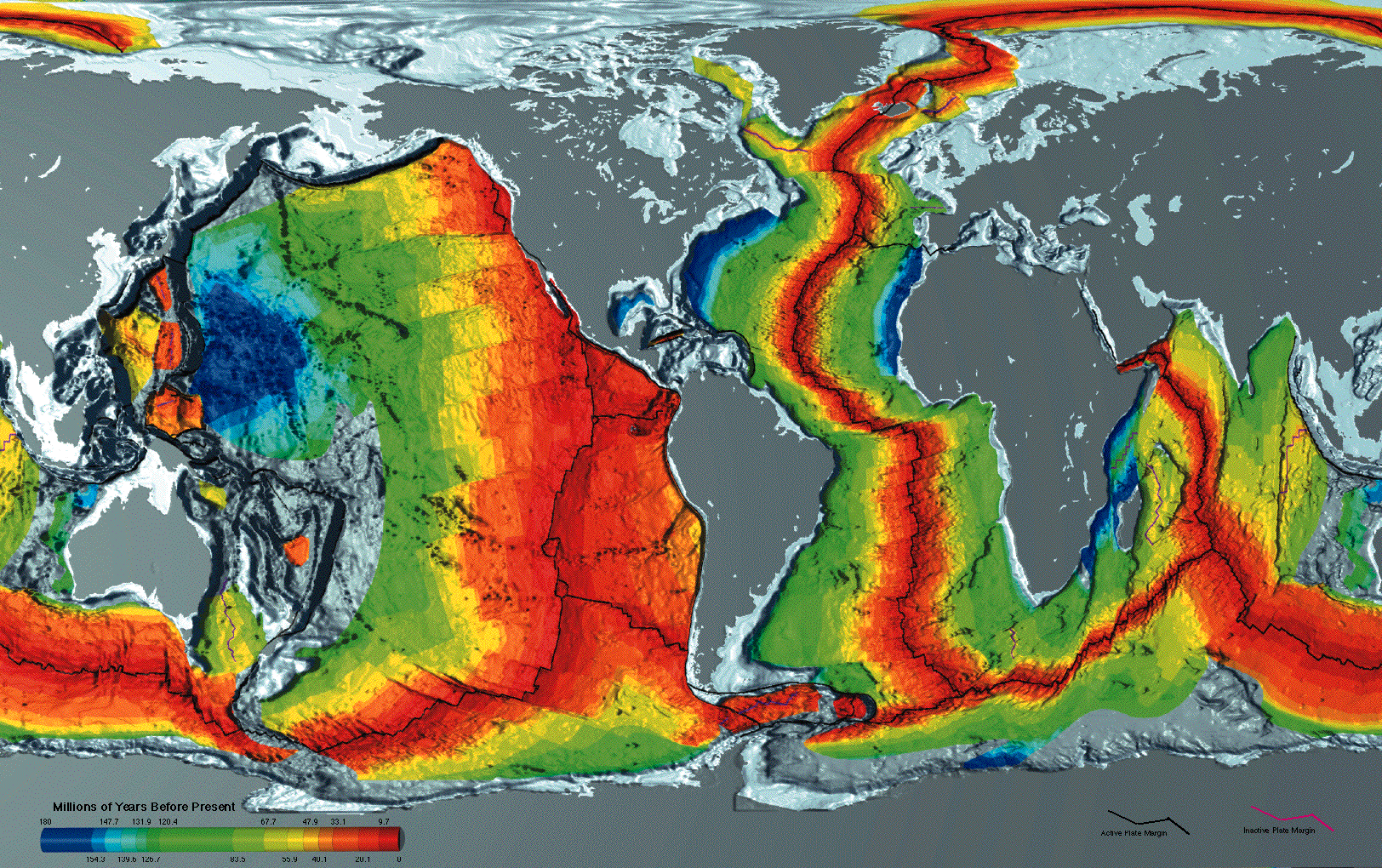
Stáří oceánské kůry, milióny let (Ma) před současností (2000).

Oceánská kůra je svrchní část litosféry, která se nachází většinou pod hladinou oceánů či moří. Oceánská kůra zabírá 70 % zemského povrchu, čímž se stává převládající složkou Země. Oproti kontinentální kůře má menší mocnost, která se v průměru pohybuje mezi 5–10 kilometry. Je ale hustší, což ji více „boří“ do plastické astenosféry. Její nejstarší části jsou sedimenty jurského stáří, což přímo souvisí s její neustálou obnovou na oceánských hřbetech, oproti kontinentální kůře se tak jedná o dynamickou složku.
Starší kůra se pohybuje na subdukční rozhraní, kde je pohřbena a přetavena. Během subdukce často dochází k seškrabávání mořských sedimentů a vulkanitů z povrchu kůry a vzniku akrečního klínu.

## Složení
Oceánská kůra je složená převážně z tholeiitických bazaltů. Její horninové složení se dá popsat jako 16 % SiO2, 16 % Al2O3, 11 % Fe2O3 a FeO, 11 % CaO a 9 % MgO. Průzkumem pomocí vrtů, speciálních drapáků tažených za loděmi, se zjistilo, že oceánská kůra je tvořena v první fázi vrstvou sedimentů, které mohou dosahovat až kilometrových mocností. Druhým stupněm je sklovitá polštářová láva, která vzniká prudkým ochlazením vytékající lávy vodou a hrubších sedimentů a poslední stupeň je tvořen gabry a vrstvou bazaltických žil. Přechod oceánské kůry a zemského svrchního pláště odpovídá přechodu bazaltických hornin na peridotitové horniny, které jsou periodity, harzburgity a dunity, což se projevuje poklesem rychlosti šíření seismických vln.

## Členění
Oceánská kůra se dělí na:
- středooceánské hřbety – místa vzniku nové oceánské kůry
- abyssální plošiny – rozsáhlé oblasti bez výrazných morfologických útvarů
- příkopy – hluboké prolákliny vzniklé ponořováním oceánské desky pod jinou litosférickou desku (Marianský příkop)
- kontinentální okraje – oblasti mezi subdukující deskou a pevninou